# The Nightmare Room
The Nightmare Room (A Hora do Arrepio, no Brasil e A Hora do Medo, no Portugal) foi uma série de televisão estadunidense. Baseado na série de livros homônima, criada por R. L. Stine, The Nightmare Room foi exibido originalmente pela Kids' WB entre 31 de agosto de 2001 e 16 de março de 2002. No Brasil, foi exibida na TV aberta pelo SBT entre 2002 e 2003, e na TV paga pelo Boomerang. Em Portugal, foi transmitida pela Nickelodeon.

## História
A série mostra seus personagens onde em cada episódio vivem uma fantasia fantasmagóricas que nunca se tem fim.

## Elenco
- Niall Matter como Wyatt (3 episódios)
- Keiko Agena como Janet Bingham (3 episódios)
- Michael Galeota como Todd Rossi (3 episódios)
- George Gore como Frederick Goal (3 episódios)
- Betsy Randle como Dylan's mother (2 episódios)
- Cole Sprouse como Buddy (2 episódios)
- Dylan Sprouse como Buddy (2 episódios)
- Madeline Zima como Alexis Hall (3 episódios)
- Shia LaBeouf como Dylan (2 episódios)
- Dan Byrd como Drew (2 episódios)
- Kyle Gibson como Dave Miller (2 episódios)
- Sam Jones como Russel (2 episódios)
- Allison Mack como Charlotte Scott (2 episódios)
- Shelly MacLachlam como Ghost Camp Kid (2 episódios)
- Kevin Meaney como Uncle Brian (2 episódios)
- Frankie Muniz como Joey Davola (3 episódios)
- Joe Pichler como Gary (2 episódios)
- Brandon Quinn como Ramos (2 episódios)
- Kathy Wagner como Erin Janzen (2 episódios)
- Amanda Bynes como Danielle Wather (1 episódio)
- Daniel Hansen como Peter Wather (1 episódio)
- Drake Bell como Alex Sanders (1 episódio)
- Brenda Song como Tessa (1 episódio)
- Ashley Olsen como Lia (1 episódio)
- Scott Gerbage como Jeremy (1 episódio)
- Josh Jacobo como Morgan Gray (1 episódio)
- Emily Osment como Cassie (Filme)
- Alex Winzenread como Mac (Filme)
- Cody Linley como Sean (Filme)
- Brittany Curran como Priscilla(Filme)

## Episódios que passaram no Brasil e Portugal
- 01. Não Me Esqueçam (BR) / Não Faça Me Esquecer (PT) / Don't Forget Me: Dois irmãos se mudam para uma nova casa, quando os pais deles saem, a irmã mais velha e seu amigo fazem uma brincadeira terrível com o garoto, e aí começa o misterio.
- 02. Tenha Medo do que Você Deseja (BR) / Ter Medo De O Que Deseja (PT) / Scareful What You Wish For: Um garoto, ao entrar no ensino médio, se livra de todas as suas coisas antigas. Inclusive Buddy, seu ex-melhor amigo.
- 03. O Uivador (BR) / A Berrador (PT) / The Howler: Um garoto compra um aparelho que detecta uivos de fantasmas para brincar com os espíritos das meninas que morreram num elevador. Só que ele acaba encontrando outra coisa…
- 04. Rede Emaranhada (BR) / Teia Emaranhados (PT) / Tangled Web: Um garoto comum tem o péssimo hábito de mentir. Assim que um professor substituto entra na sua escola, todas as suas mentiras tornam-se realidade.
- 05. Jogos do Medo (BR) / Não há Sobreviventes (PT) / No Survivors: Várias pessoas são chamadas para participar de um Reality Show chamado "Jogos da Vida", que se passa numa ilha onde todos devem ficar trancados por uma semana e devem cumprir todos os desafios, até descobrirem que aquela é a ilha da bruxa.
- 06. Espírito Escolar (BR) / Escola Espírito (PT) / School Spirit: Um antigo membro do Conselho de Debates do colégio se vê esquecido e substituído das memórias das pessoas por esportistas e pessoas mais populares. Até que decide voltar para ser lembrado de novo.
- 07. Halloween em Lua Cheia (BR) / Halloween da Pleno Lua (PT) / Full Moon Halloween: Três estudantes são convidados a ir para uma misteriosa festa de halloween de um de seus amigos de classe que teve seu irmão morto misteriosamente. mas quando eles chegam lá, começa o pesadelo
- 08. Quatro Olhos (BR) / Visão Dupla (PT) / Four Eyes: Um garoto com problema de visão se vê obrigado a usar óculos. Mas ele não sabe o que pode enxergar com eles.
- 09. Armário 13 (BR) / Cacifo 13 (PT) / Locker 13: Um garoto se muda para uma nova escola, e acha que tudo vai dar certo, mas logo coisas azaradas acontecem, e ele começa a desconfiar que tudo seja ligado a um armario…
- 10. Querido Diário, Morri (BR) / Querido Diário, Eu Estou Morto (PT) / Dear Diary, I'm Dead: Um adolescente,encontra um estranho diário que mostra o futuro,mal sabe ele que la se encontra seu fim
- 11. Meu Nome é Maligno (BR) / O Meu Nome É Mal (PT) / My Name is Evil
- 12. Acampamento em Lugar Nenhum - Parte 1 (BR) / Em Nenhum Lugar em Campo - Parte 1 (PT) / Camp Nowhere - Part 1:
- 13. Acampamento em Lugar Nenhum - Parte 2 (BR) / Em Nenhum Lugar em Campo - Parte 2 (PT) / / Camp Nowhere - Part 2: